# 科爾加島
科爾加島是俄羅斯的島嶼，屬於北地群島的一部分，位於十月革命島東南11.5公里的喀拉海，由克拉斯諾亞爾斯克邊疆區負責管轄，長0.2公里，島上無人居住。